# كارل بروسيك
الدكتور كارل بروسيك (بالألمانية: Karl Prusik)‏ (19 مايو 1896- 8 مايو 1961) متسلق جبال نمساوي، من أصول تشيكية، والمعروف باسم مخترع عقدة بروسيك. ولد في فيينا في 19 مايو 1869 وتوفي في 8 مايو 1961 في بيرشتولدسدورف عن عمر يناهز 65 عاماً.
أهمية العقدة هي أنه عندما يتم سحبها بفعل الوزن، فإنها تمسك بالحبل الذي تم ربطها حوله. وعندما تتم إزالة الوزن، يمكنها الإنزلاق حول الحبل بحرية. هذه الخاصية تجعلها مناسبة في عدد من حالات الإنقاذ الذاتي أو تسلق الحبل.
ترأس بروسيك نادي جبال الألب النمساوي (OeAV) لمرتين، وينسب إليه الفضل في ريادة أكثر من 70 مسار تسلقٍ جديد.
تمت تسمية قمة في سلسلة جبال كاسكيد بولاية واشنطن في الولايات المتحدة باسم قمة بروسيك، تكريماً لكارل بروسيك.